# Bhantal FC
Der Bhantal Football Club ist ein 2019 gegründeter Fußballverein aus Freetown, der Hauptstadt von Sierra Leone. Seit der Saison 2023/24 spielt der Verein in der ersten Liga.

## Erfolge
- Sierra-leonischer Vizemeister: 2023/24
- Sierra-leonischer Zweitligameister: 2023[1]  ▲